# Keith Gretzky
Keith Gretzky, född 16 februari 1967 i Brantford, Ontario, är en kanadensisk före detta professionell ishockeyspelare.
Han är bror till ishockeyspelarna Wayne Gretzky och Brent Gretzky, men till skillnad från dem så spelade Keith aldrig i National Hockey League.